# Eomorfip
Els eomorfips (Eomorphippus) són un gènere extint de mamífers notoungulats de la família dels notohípids que visqueren a Sud-amèrica des de l'Eocè inferior fins a l'Oligocè inferior, fa entre 29 i 48 milions d'anys. Se n'han trobat restes fòssils a l'Argentina i Xile. Les espècies d'aquest grup estaven dotades de dents postcanines amb un grau moderat d'hipsodòncia. Les dents mancaven de cement. Devien ser aproximadament igual de grossos que una cabra, però de constitució més robusta. El nom genèric Eomorphippus significa ‘morfip de l'alba’.